# Cohn (krater)
Cohn är en nedslagskrater med en diameter på 18 kilometer, på planeten Venus. Cohn har fått sitt namn efter den australisk skulptören Ola Cohn.